# Kikoły
Kikoły – wieś sołecka w Polsce, położona w województwie mazowieckim, w powiecie nowodworskim, w gminie Pomiechówek. Wieś leży nad Narwią.
Wieś szlachecka położona była w drugiej połowie XVI wieku w ziemi zakroczymskiej. W latach 1975–1998 wieś administracyjnie należała do województwa warszawskiego.